# Адифопи, Генри
Генри Эдмунд Олуфеми Адифопи (англ. Henry Edmund Olufemi Adefope; 15 марта 1926, Кадуна, Колониальная Нигерия — 11 марта 2012, Лагос, Нигерия) — нигерийский государственный деятель, министр иностранных дел Нигерии (1978—1979).

## Биография
В 1952 г. окончил Университет Глазго.
- 1953—1963 гг. — на военной медицинской службе, вышел в отставку в звании бригадного генерала,
- 1975—1978 гг. — министр труда,
- 1978—1979 гг. — министр иностранных дел Нигерии.

Профессионально занимался спортом. Играл в футбол, теннис и крикет.
- 1967—1976 гг. — член НОК Нигерии,
- 1973 г. — возглавлял оргкомитет Всеафриканских игр в Лагосе,
- 1974—1982 гг. — вице-президент Федерации Игр Содружества,
- 1985—2006 гг. — член МОК, затем — почетный член МОК.